# 宝井琴星
宝井 琴星（たからい きんせい、1947年10月26日 - ）は、講談師。本名∶内藤 鉄止。講談協会所属、講談協会理事兼事務局長。日本演芸家連合理事。

## 経歴
1971年、東海大学第二工学部建築科卒業後、設計事務所に入社。
1973年に四代目宝井琴鶴に入門、「琴鉄」を名乗る。
1979年、二ツ目昇進。
1985年、真打昇進。「琴星」と改名。

## 人物
古典だけではなく多数の新作も発表し、その新作も時代ものから現代社会の世相を反映したものまで幅広い。
20年前から宝井講談修羅場塾を引き継ぎ、塾長として指導を行なっている。
趣味は紙相撲。

## 芸歴
- 1973年 - 四代目宝井琴鶴に入門、前座名「琴鉄」。
- 1979年 - 二ツ目昇進。
- 1985年 - 真打昇進、「琴星」と改名。

## 主な読み物

### 古典
- 徳川家康
- 太閤記
- 塚原ト伝

多数

### 新作
- あんぱんを食べた次郎長

多数

### 自作
- 杉野はいづこへ行った
- 片腕の力

多数

## 弟子

### 真打
- 五代目宝井琴鶴

### 前座
- 宝井小琴
- 宝井優星
- 宝井魁星

### 廃業
- 宝井琴屯
- 宝井琴波

## 出演番組
- ジョイジョイとやま（北日本放送、1976年4月10日 - ）